# Paul Lemerle
Pour les articles homonymes, voir Lemerle.
Paul Lemerle, né le 22 avril 1903 à Paris 12e et mort le 17 juillet 1989 à Paris 13e, est un byzantiniste français.

## Biographie
Il enseigna à l'École française d'Athènes de 1931 à 1941, puis à la Faculté des Lettres de l'université de Bourgogne, à Dijon, de 1942 à 1947, avant de devenir professeur à l'École pratique des hautes études de 1947 à 1968, puis à la Sorbonne de 1958 à 1967 et enfin au Collège de France de 1967 à 1973. Sa thèse de doctorat porta sur la ville de Philippes, en Macédoine orientale, sous l'Empire byzantin. Il refonda la byzantinologie française en développant les études d'épigraphie, céramologie, papyrologie, diplomatique et numismatique byzantines. Son épouse est décédée en 1985.
Membre de l'Académie des inscriptions et belles-lettres depuis 1966, il fut aussi le président fondateur de l'Association internationale des études byzantines.
Parmi les ouvrages publiés par Paul Lemerle, Le Premier humanisme byzantin revient sur les conditions de la conservation de la culture classique dans l'Empire aux alentours du IXe siècle et du Xe siècle après une période de moindre production artistique et culturelle, due notamment à l'absence de figures marquantes et de lieux d'enseignements importants. Il revient notamment sur les grands personnages de ce premier humanisme (le second correspond aux derniers siècles de l'Empire), dont font partie notamment Léon le Mathématicien ou Photius. Il éclaire aussi sur les évolutions techniques qui ont favorisé la transcription de manuscrits avec le développement de la minuscule grecque,.

## Publications

### Ouvrages
- Le Style byzantin, 1943
- Philippes et la Macédoine orientale à l'époque chrétienne et byzantine, Paris, 1945 (thèse de doctorat)
- L'Émirat d'Aydin, Byzance et l'Occident, 1957
- Histoire de Byzance, 1960
- Élèves et professeurs à Constantinople au Xe siècle, 1969
- Le Premier Humanisme byzantin, 1971
- Cinq études sur le XIe siècle byzantin, 1977
- Le Monde de Byzance, 1978
- Les plus anciens recueils des miracles de saint Démétrius et la pénétration des Slaves dans les Balkans, 1979
- The Agrarian History of Byzantium From the Origins to the Twelfth Century, 1979
- Essais sur le monde byzantin, 1980

### Préface
- Gilbert Dagron, Naissance d'une capitale. Constantinople et ses institutions de 330 à 451, Paris, Presses universitaires de France, 1974, 592 p. (ISBN 978-2-13-038902-6).